# Samara Felippo
Samara Felippo Santana (Rio de Janeiro, 6 de outubro de 1978) é uma atriz, autora e produtora brasileira.

## Carreira
Em 1997 fez uma participação no seriado Caça Talentos e participou do concurso Estrela por um Dia, no programa Domingão do Faustão, no qual foi selecionada. A primeira novela, Anjo Mau, trouxe Samara na pele da jovem Simone Garcia. Depois, fez Meu Bem Querer, Suave Veneno, dentre outras. O grande destaque da carreira da atriz veio através de Malhação (1999), onde encarnava a rebelde Érica Schmidt, personagem que descobriu estar contaminada pelo HIV. Em 2003 interpretou a romântica Mariana, na minissérie A Casa das Sete Mulheres; ainda no mesmo ano interpretou a frágil Celina em Chocolate com Pimenta. Em 2004 esteve na novela Da Cor do Pecado, onde mostrou sua veia cômica como Greta, contracenando com Karina Bacchi e Rosi Campos. Em 2005 interpretou a espevitada Detinha, em América. Explorando seu lado cômico, a personagem tentava conquistar os peões da cidade e arranjar um namorado a todo custo.

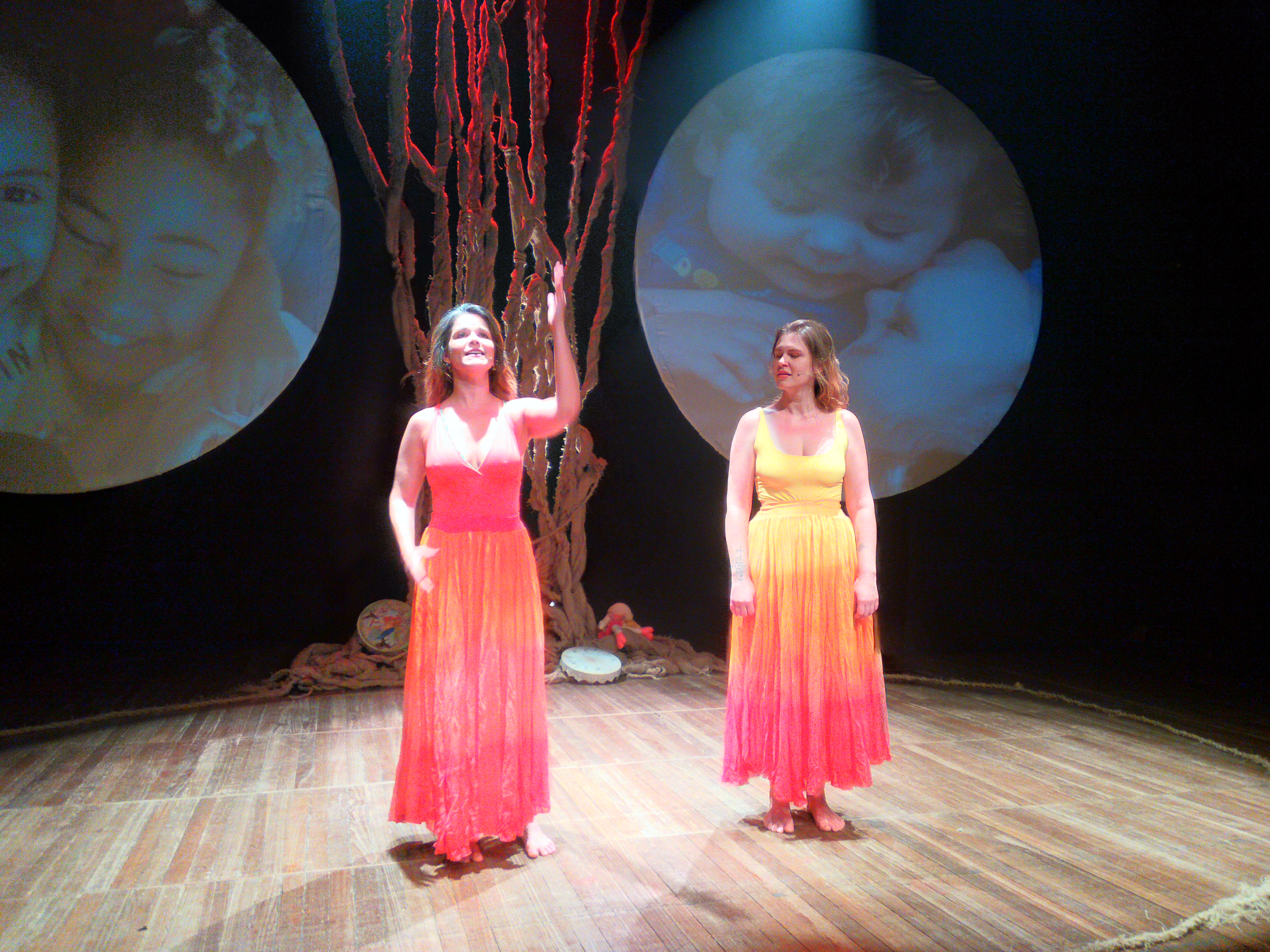
No palco com Carolinie Figueiredo após encenação da peça Mulheres Que Nascem Com os Filhos.

No cinema, Samara participou do filme O Dono do Mar, produzido no Maranhão em 2001 e lançado em 2006, e protagonizou o longa Concerto Campestre, produção toda filmada em Pelotas (RS). Muito envolvida também com o teatro, Samara já participou de várias peças, durante os períodos em que se encontra longe das telas. A atriz atuou em Êxtase (2007), A frente fria que a chuva traz (2006), Comunhão de Bens (2000),e O Guarani (1998). Em 2006 participou da minissérie JK, na qual viveu Maria Estela Kubitschek e também interpretou a vilã Wandinha em O Profeta. Em 2007 a atriz dublou Colette para o desenho de animação Ratatouille e, na TV, interpretou novamente uma Simone, a grande vilã da novela Sete Pecados, do autor Walcyr Carrasco. Em 2008 participou do reality show do Domingão do Faustão, Dança dos Famosos 5. Ainda nesse mesmo ano, participou de alguns episódios do seriado Casos e Acasos, da TV Globo. A atriz também se apresentou no teatro com a peça Intenções Perigosas. Em 2010, retornou à televisão para participar de um dos episódios do seriado S.O.S. Emergência.
Em 2011 esteve na peça Hamlet e substituiu Adriane Galisteu na peça Mulheres Alteradas. Em outubro deste mesmo ano, foi escalada para o elenco da minissérie sobre a vida de Dercy Gonçalves que teve estreia em janeiro de 2012 e foi exibida pela TV Globo. Na minissérie interpretou Maria Decimar, filha da humorista. Em 2013 foi convidada para viver Diná na minissérie José do Egito, na RecordTV. No mesmo ano ela volta ao teatro em Orgulhosa Demais, Frágil Demais, como Marilyn Monroe.
Em janeiro de 2014, interpretou a stripper Paulinha Tsunami na série O Caçador. Em 2015, Samara deu vida à Joquebede na primeira fase da novela Os Dez Mandamentos.
Em 2017, Samara integrou o elenco de Apocalipse, na qual interpreta a policial Natália, sendo esta sua primeira telenovela fixa em dez anos. Em 2019 a atriz participou de Topíssima como Thaís, mãe da adolescente Jade, vivida por Myrella Victória.

## Vida pessoal
Aos 17 anos, desistiu de prestar vestibular para Ciência da Computação, ao obter uma vaga na oficina de atores da Rede Globo de Televisão. Samara cursou cinema numa faculdade do Rio de Janeiro. Samara morou junto com o jogador de basquete Leandrinho de 2005 a 2013, com quem teve duas filhas: Alícia, nascida em 25 de junho de 2009, e Lara, nascida em 25 de maio de 2013. Suas duas filhas nasceram de parto cesariana, no Rio de Janeiro. Durante alguns anos a atriz foi responsável por escrever uma coluna sobre os bastidores do basquete e da NBA, no portal Basketeria.
Após manter relacionamentos casuais, em 2018 assumiu estar em um relacionamento sério com o ator Elídio Sanna. Em 2022, assumiu a sua bissexualidade.

## Filmografia

### Televisão
| Ano  | Título                   | Personagem                          | Notas                                                                        |
| ---- | ------------------------ | ----------------------------------- | ---------------------------------------------------------------------------- |
| 1996 | Caça Talentos            | Gabriela                            | Episódio: "Argus Bobo"                                                       |
| 1997 | Anjo Mau                 | Simone Garcia Fachini               |                                                                              |
| 1998 | Malhação                 | Sabrina                             | Episódios: "13–17 de junho"                                                  |
| 1998 | Meu Bem Querer           | Baby Amoedo                         |                                                                              |
| 1999 | Suave Veneno             | Gilvânia Marques (Gil)              |                                                                              |
| 1999 | Malhação                 | Érica Schmidt                       | Temporadas 6–7                                                               |
| 2001 | O Clone                  | Ficante de Diogo                    | Episódio "10 de dezembro"                                                    |
| 2001 | Sítio do Picapau Amarelo | Branca de Neve                      | Episódio: "Viagem ao País das Fábulas"                                       |
| 2003 | A Casa das Sete Mulheres | Mariana Gonçalves da Silva Ferreira |                                                                              |
| 2003 | Chocolate com Pimenta    | Celina Costa Andrade                |                                                                              |
| 2004 | Da Cor do Pecado         | Greta Bazaróv                       | Episódios: "8 de julho–27 de agosto"                                         |
| 2005 | América                  | Maria Odete Duarte (Detinha)        |                                                                              |
| 2006 | JK                       | Maria Estela Kubitschek             |                                                                              |
| 2006 | Minha Nada Mole Vida     | Cynthia Valéria                     | Episódio: "Ninguém É de Ninguém" Episódio: "Procura-se Uma Namorada"         |
| 2006 | O Profeta                | Wanda Carvalho (Wandinha)           |                                                                              |
| 2007 | Sete Pecados             | Simone Duarte Lisboa                |                                                                              |
| 2008 | Dança dos Famosos        | Participante                        | Temporada 5                                                                  |
| 2008 | Casos e Acasos           | Sofia                               | Episódio: "A Escolha, a Operação e a Outra"                                  |
| 2008 | Casos e Acasos           | Ana                                 | Episódio: "Quem é Amanda? Quem mandou o bombom? Quem passou a noite comigo?" |
| 2008 | Casos e Acasos           | Bianca                              | Episódio: "Ele é Ela, Ela é Ele e Ela ou Eu"                                 |
| 2010 | S.O.S Emergência         | Silmara                             | Episódio: "Um Paciente Indigesto"                                            |
| 2012 | Dercy de Verdade         | Maria Decimar Martins Senra         |                                                                              |
| 2013 | José do Egito            | Diná                                |                                                                              |
| 2014 | O Caçador                | Paulinha Tsunami                    | Episódio: "25 de abril"                                                      |
| 2015 | Os Dez Mandamentos       | Joquebede (jovem)                   | Episódios: "24–30 de março"                                                  |
| 2017 | Apocalipse               | Natália Menezes                     |                                                                              |
| 2019 | Topíssima                | Thaís Bevilacqua                    | Episódios: "3 de outubro–6 de dezembro"                                      |
| 2023 | Vai na Fé                | Vera Caldas                         | Episódios: "25–31 de julho"                                                  |

### Cinema
| Ano  | Título                                       | Papel                   | Notas                |
| ---- | -------------------------------------------- | ----------------------- | -------------------- |
| 2004 | Concerto Campestre                           | Clara Victória          |                      |
| 2006 | O Dono do Mar                                | Maria Quertibe          |                      |
| 2007 | Ratatouille                                  | Colette                 | Dublagem brasileira  |
| 2016 | Os Dez Mandamentos - O Filme                 | Joquebede (jovem)       |                      |
| 2021 | Documentário Mulher: Expectativa x Realidade | Narração                | [ 38 ] [ 39 ] [ 40 ] |
| 2024 | Fazendo meu Filme                            | Cristiana (Mãe da Fani) |                      |

### Internet
| Ano           | Título               | Cargo         |
| ------------- | -------------------- | ------------- |
| 2017–presente | Muito Além de Cachos | Apresentadora |

## Teatro
| Ano  | Título                            | Papel          |
| ---- | --------------------------------- | -------------- |
| 1998 | O Guarani                         | Ceci           |
| 2000 | Comunhão de Bens                  | Nice           |
| 2006 | A Frente Fria que a Chuva Traz    | Fabi           |
| 2007 | Êxtase                            | Cacau          |
| 2008 | Intenções Perigosas               | Catarina       |
| 2011 | Hamlet                            | Ofélia         |
| 2011 | Mulheres Alteradas                | Lisa           |
| 2013 | Orgulhosa Demais, Frágil Demais   | Marilyn Monroe |
| 2019 | Mulheres Que Nascem Com os Filhos | Diversos       |